# Vitkronad munkskata
Vitkronad munkskata (Philemon argenticeps) är en fågel i familjen honungsfåglar inom ordningen tättingar.

## Utseende och läte
Vitkronad munkskata är en stor och grå honungsfågel med ljusgrå hjässa, svart bar hud i ansiktet och en liten men tydlig utbuktning på den långa, svarta och spetsiga näbben. Fjäderdräkten i övrigt är gråbrun ovan och vit under. Fjädrarna i nacken är ljusare än de på ryggen. Arten liknar hjälmmunkskatan, men denna är brunare med mer rundad övre bakkant på bara huden i ansiktet. Fågeln är mycket ljudlig med olika typer av hårda och högljudda skrin.

## Utbredning och systematik
Vitkronad munkskata delas in i två underarter:
- Philemon argenticeps argenticeps – förekommer i norra Australien (Kimberley, Western Australia till nordvästra Queensland)
- Philemon argenticeps kempi – förekommer i norra Queensland (Kap Yorkhalvön)

## Status
Arten har ett stort utbredningsområde och beståndet anses stabilt. Internationella naturvårdsunionen IUCN listar den därför som livskraftig (LC).